# Gyllenlav
Gyllenlav (Catolechia wahlenbergii) är en lavart som först beskrevs av Flot. ex Ach., och fick sitt nu gällande namn av Körb. Gyllenlav ingår i släktet Catolechia och familjen Rhizocarpaceae.  Arten är reproducerande i Sverige. Inga underarter finns listade i Catalogue of Life.